# سیارک ۲۱۵۱۱
سیارک ۲۱۵۱۱ (به انگلیسی: 21511 Chiardola، نامگذاری:1998KT36) بیست و یک هزار و پانصد و یازدهمین سیارک کشف شده‌است که در ۲۲ مه ۱۹۹۸ کشف شد.
قدر مطلق سیارک برابر ۱۵.۵ است.